# Rumold von Mecheln

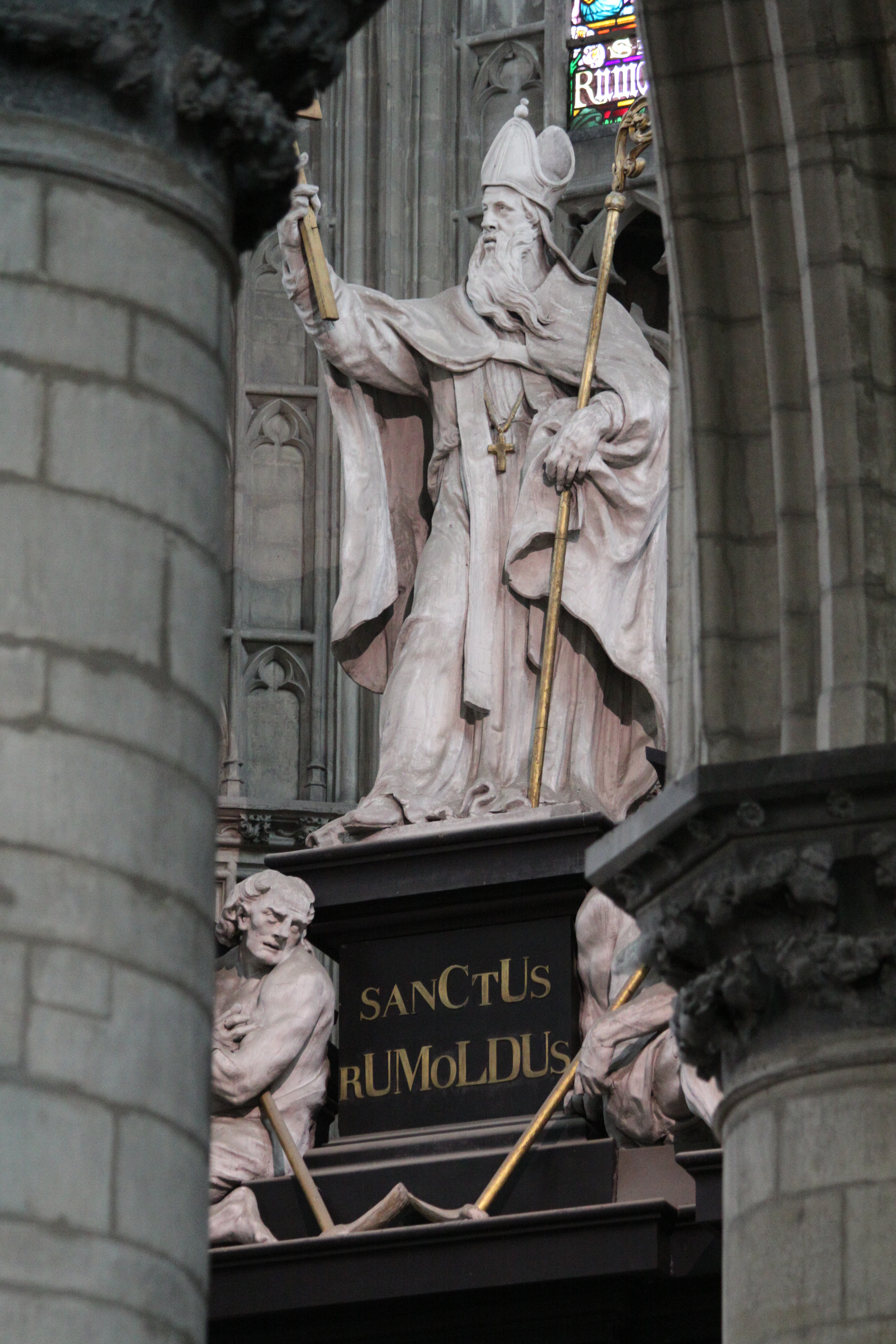
Der heilige Rumold als Bischof und Glaubensbote; barocke Statue im Dom von Mechelen

Rumold von Mecheln, auch Rumbold oder Romuald, niederländisch Rombout, englisch Rumbold, französisch Rombaut, von lateinisch Rumboldus, Rumuoldus oder Romualdus († Ende des 8. Jahrhunderts), ist ein Heiliger der römisch-katholischen Kirche. Er wird als Schutzpatron der belgischen Stadt Mecheln, ihrer Kathedrale und des Erzbistums Mecheln verehrt. Sein Gedenktag ist der 24. Juni.

## Leben
Zuverlässige Quellen über Rumolds Leben gibt es nicht. Er soll von Britannien nach Flandern gekommen sein und wird der angelsächsischen Mission um den heiligen Bonifatius zugerechnet. Wie dieser soll er sich Legitimation und Sendung in Rom geholt haben. Trotz seines sächsischen Namens kennt ihn eine Legende als Sohn eines schottischen Königs, eine andere als Bischof von Dublin, von wo er zur Missionsreise aufgebrochen sei. In Flandern wirkte er als Glaubensbote. Er wird als einer der Gründer des Klosters Lier genannt. Später lebte er als Einsiedler bei Mecheln, wo er von Räubern erschlagen wurde.

## Verehrung
In der Kathedrale von Mecheln werden seine Reliquien in einem kunstvollen goldenen Schrein am Hochaltar aufbewahrt. Eine Statue und ein Bilderzyklus von biografischen Szenen stellen ihn dar. In ganz Flandern ist sein Patrozinium verbreitet.